# Lisandro Alonso
Lisandro Alonso (* 2. června 1975 Buenos Aires) je argentinský filmový režisér, scenárista, producent a střihač. Je absolventem Universidad del Cine v Buenos Aires. Začínal jako asistent režie, v roce 1995 natočil krátkometrážní film Dos en la vereda a v roce 2001 první celovečerní snímek.
Alonso má se svojí nekomerční autorskou tvorbou postavení režisérského solitéra, i když bývá označován za pokračovatele hnutí Nového argentinského filmu. Jeho filmový jazyk vychází z minimalismu, vyznačuje se pomalým tempem a minimem dialogů. Svoji estetiku všednosti odvozuje od Abbáse Kiarostamího a Jima Jarmusche a vysvětluje: „Nesnažím se vymýšlet příběhy ani manipulovat s divákem, abych jej zabavil či zaujal.“ Alonso ve svém díle spojuje postupy hraného a dokumentárního filmu, využívá neherce a odmítá digitální kinematografii. Spolupracuje s hudební skupinou Flormaleva a s finským kameramanem Timo Salminenem.
Vytvořil „trilogii osamění“, která zahrnuje filmy Svoboda (2001), Mrtví (2004) a Liverpool (2008). Charakteristická je pro ně meditativní a snová atmosféra, režisér zkoumá vztah mezi časem a prostorem a postavení člověka uprostřed přírody. Filmy Mrtví a Liverpool byly vybrány na Toronto International Film Festival. V krátkometrážním filmu Albert Serra - Lisandro Alonso: 2. dopis. Bez názvu (Dopis Serrovi) z roku 2011 se Alonso vrací k natáčení filmu Svoboda a snaží se svůj přístup k tvorbě objasnit v konfrontaci se španělským experimentálním filmařem Albertem Serrou. Za film Jauja, který se odehrává v devatenáctém století a líčí putování dánského inženýra patagonskou divočinou, získal Alonso v roce 2014 cenu FIPRESCI na festivalu v Cannes. Z indiánských mýtů vychází film Eureka (2023), v němž obsadil do hlavních rolí Vigga Mortensena a Chiaru Mastroianniovou.
Lisandro Alonso hrál menší roli ve filmu Queer Luky Guadagnina.